# Mitzlaw von Gützkow
Mitzlaw von Gützkow (* erwähnt 1128) war ein slawischer Fürst in der Gegend um Gützkow.

## Leben
Mitzlaw von Gützkow wird von den Chronisten Ottos von Bamberg im Zusammenhang mit dessen zweiter Missionsreise nach Pommern 1128 erwähnt. Ebo nennt ihn „princeps“ und „dux Mizlaus“ (Buch III, Kap. XII). Auch Herbord nennt den Fürsten der Stadt Gozgaugia Mizlaus (Buch III, Kap. 9).
Wolfger von Prüfening nennt den Namen des Fürsten nicht, sondern schreibt nur: der Bischof Otto „zog weiter durch das Land der Louticier und predigte, als er nach vollendeter Reise in die Provinz Wnzlov gekommen war, in ihren drei namhaftesten Städten Uznoim, Chozgov und Ologost“ (Buch III, Kap. 4). Ob Gützkow (Chozgov) und Wolgast (Ologost) tatsächlich zur terra Wanzlow gehörte, wird bezweifelt.
In den Aufzeichnungen der Chronisten von Bischof Otto ist Fürst Mitzlaw der einzige, der namentlich als Teilnehmer der Zusammenkunft (Landtag?) in Usedom genannt wurde – ausgenommen Herzog Wartislaw. Das belegt seine Bedeutung für die Region.
Die Familie Mitzlaws muss in hohem Ansehen gestanden haben; insbesondere zu den rügenschen Herrschern gab es familiäre Verbindungen.
Eine Schwester Mitzlaws von Gützkow soll nach dem pommerschen Chronisten Kantzow die Gattin des Fürsten Ratislaus von Rügen gewesen sein. Slavomira, die Gattin Barnutas und Stammmutter der Herren von Gristow soll eine Tochter Mitzlaws II. von Gützkow gewesen sein.
Auch Sulislav, der Stammvater der rügischen Familie von der Lancken, soll ein Nachkomme Mitzlaws von Gützkow gewesen sein.